# 夏の妹
『夏の妹』（なつのいもうと）は、1972年に公開された、大島渚監督の日本映画である。96分のカラー作品。創造社、日本ATGの提携制作、日本ATG配給。この映画の完成後、大島渚は創造社を解散し、国際的な映画製作へ踏み出してゆく。

## 概要
公開年の1972年に返還された直後の沖縄県を舞台にオールロケで制作された。主人公・菊池素直子（すなおこ）が一夏の沖縄県の旅を通じて出会った様々な立場の人物を通して、戦後の日本と沖縄県の複雑な関係を、ウィットに富んだ文体で比喩的に表現した。

## スタッフ
- 製作 - 葛井欣士郎、大島瑛子
- 脚本 - 田村孟、佐々木守、大島渚
- 撮影 - 吉岡康弘
- 音楽 - 武満徹
- 美術 - 戸田重昌
- 録音 - 安田哲男
- 効果 - 本間明
- 編集 - 浦岡敬一
- 助監督 - 小笠原清、佐藤静夫、上野堯

## 配役
- 菊池素直子 ： 栗田ひろみ - 愛称「スータン」。
- 菊池浩佑 ： 小松方正 - スータンの父親。判事。
- 小藤田桃子 ： りりィ - 浩佑の婚約者。スータンのピアノ教師。
- 桜田拓三 ： 殿山泰司 - 船内で知り合った旅行者。
- 国吉真幸 ： 佐藤慶 - 地元警察の部長。浩佑の旧知。
- 大村ツル ： 小山明子 - 浩佑、国吉の旧知の女性。
- 大村鶴男 ： 石橋正次 - ツルの息子。
- 照屋林徳 ： 戸浦六宏 - 唄者。鶴男の師匠。

## エピソード
大島監督と親交の深い実相寺昭雄、佐々木守の関わったTVドラマ『シルバー仮面』（宣弘社、TBS）の主題歌「故郷は地球」が、出演の石橋正次が鼻歌を唄うシーンで劇中挿入されている。佐々木は大島との打ち合わせで「故郷は地球」をよく口ずさんでおり、石橋が歌うシーンを考えていた際にスタッフから「あの曲がいい」という意見があり使用されることになった。後年本作の海外輸出版を作る際に、この主題歌の歌詞を訳すのに苦労したそうである。